# Alfred Allen (beul)
Alfred Allen (circa 1888 - 1938) was een Brits beul. 
Allen begon in 1928 zijn loopbaan als beulsknecht van Robert Baxter. Bij deze executie door ophanging viel hij in het gat omdat Baxter niet controleerde of het luik vrij was voor hij de hendel overhaalde. Allen raakt niet gewond. Verder heeft Allen tussen 1932 en 1937 zelfstandig drie executies uitgevoerd.